# Curvicladium kurzii
Curvicladium kurzii là một loài Rêu trong họ Neckeraceae. Loài này được (Kindb.) Enroth miêu tả khoa học đầu tiên năm 1993.